# 帕拉莫斯 (危地馬拉)
14°36′28″N 90°48′11″W / 14.60778°N 90.80306°W
帕拉莫斯（西班牙語：Parramos），是危地馬拉的城鎮，位於該國中部，由奇馬爾特南戈省負責管轄，始建於1710年，面積16平方公里，海拔高度1,763米，2002年人口9,537，人口密度每平方公里596.06人。